# Hologymnosus rhodonotus
Hologymnosus rhodonotus är en fiskart som beskrevs av Randall och Yamakawa, 1988. Hologymnosus rhodonotus ingår i släktet Hologymnosus och familjen läppfiskar. IUCN kategoriserar arten globalt som livskraftig. Inga underarter finns listade i Catalogue of Life.